# 에드가르 다비츠
에드가르 스티븐 다비츠(네덜란드어: Edgar Steven Davids, 1973년 3월 13일, 수리남 파라마리보 ~ )는 네덜란드의 전직 축구 선수이다. 그의 포지션은 수비형 미드필더로, 18세 때, AFC 아약스에 합류했으며, 이후 AC 밀란, 유벤투스 FC, FC 바르셀로나, FC 인테르나치오날레 밀라노, 토트넘 홋스퍼 FC 등에서 뛰었다. 2008년 AFC 아약스에서 은퇴를 선언하였다.
다비츠는 녹내장을 앓고 있어, 경기에 나설 때는 꼭 보호 고글을 착용하였다. 다비츠의 독특한 모양의 고글은 특이한 머리 모양과 함께 그를 대표하는 상징이 되었다.
2010년 8월 20일, 그는 현역 은퇴를 번복하고 잉글랜드의 크리스털 팰리스 FC에 입단하였다.
2012년부터 2014년 1월까지 잉글랜드의 4부 리그 바넷 FC에서 감독 겸 현역 선수 생활을 하였다.